# Reignac-sur-Indre
Reignac-sur-Indre – miejscowość i gmina we Francji, w Regionie Centralnym, w departamencie Indre i Loara.
Według danych na rok 1990 gminę zamieszkiwało 909 osób, a gęstość zaludnienia wynosiła 41 osób/km² (wśród 1842 gmin Regionu Centralnego Reignac-sur-Indre plasuje się na 437. miejscu pod względem liczby ludności, natomiast pod względem powierzchni na miejscu 587.).